# ادمیلسون (بازیکن فوتبال، زاده ۱۹۷۴)
ادمیلسون (انگلیسی: Edmilson؛ زادهٔ ۲۳ فوریهٔ ۱۹۷۴) بازیکن فوتبال اهل برزیل است.
از باشگاه‌هایی که در آن بازی کرده‌است می‌توان به باشگاه ورزشی اینترناسیونال، باشگاه فوتبال گرمیو، باشگاه فوتبال کریسیوما، باشگاه ورزشی ژوونتود، و باشگاه فوتبال کاوازاکی فرونتال اشاره کرد.